# Via Claudia Augusta

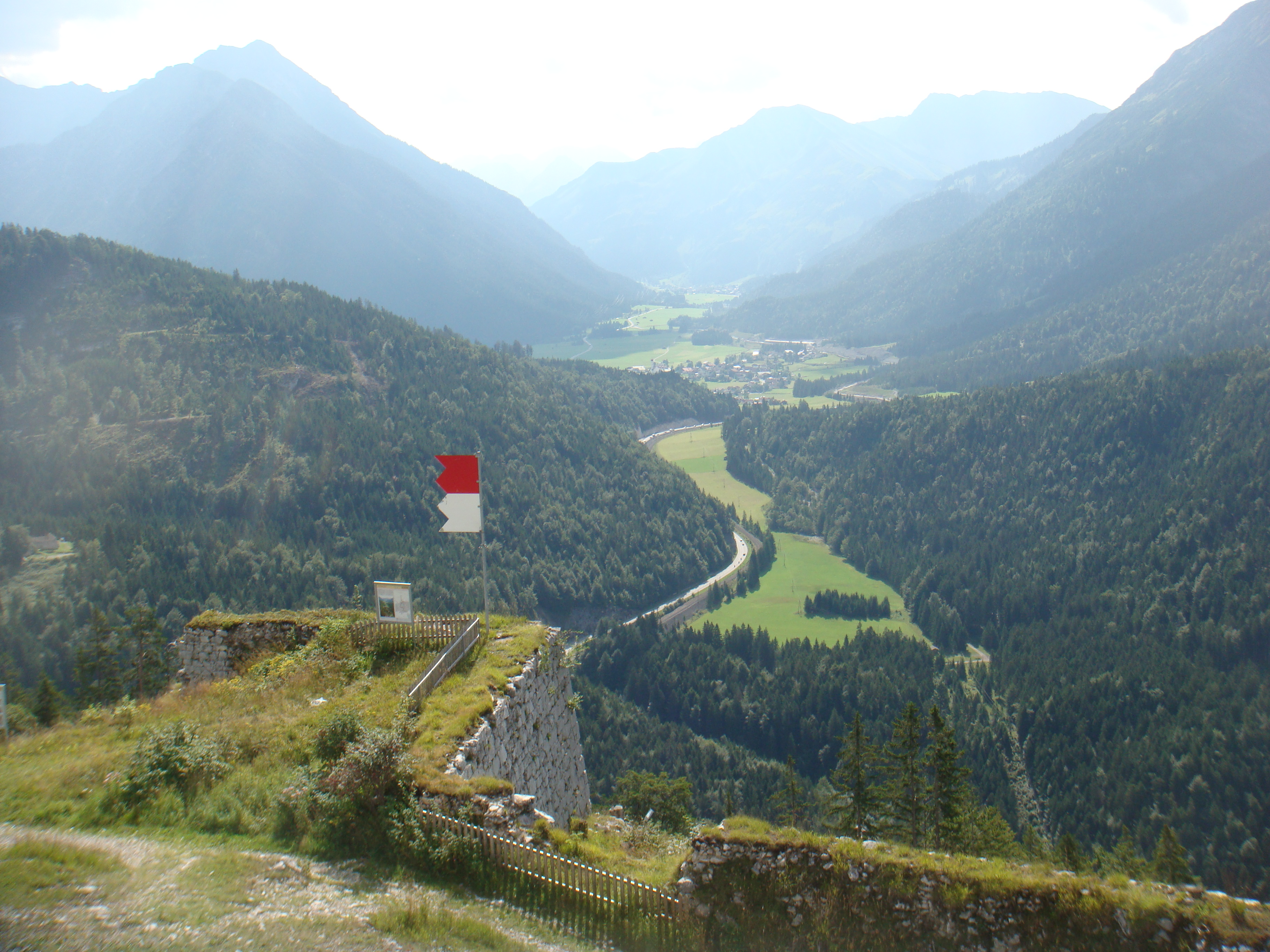
Via Claudia Augusta

Via Claudia Augusta – droga rzymska łącząca obecne tereny południowych Niemiec z północną Italią. Biegnie między innymi przez Augsburg i Trydent.